# Justin Pierce
Justin Charles Pierce (Londen, 21 maart 1975 – Las Vegas, 10 juli 2000) was een Brits-Amerikaanse acteur. Hij was vooral bekend om zijn rol als Casper in de film Kids.

## Levensloop
Pierce werd geboren in Londen als zoon van een Welse moeder en een Amerikaanse vader. Hij groeide op in New York. Zijn moeder en vader scheidden toen Pierce 15 jaar oud was. Nadat zijn ouders gescheiden waren, begon hij met stelen en spijbelde hij van school om te gaan skaten. Pierce verliet zijn ouderlijke huis en stopte met school. Hij ging wonen in een kelder die hij samen met wat skaters had gebouwd. Later werd Pierce opgepakt door de politie voor het bezit van marihuana en heroïne in zijn broek. 
In 1999 trouwde Pierce met de styliste Gina Rizzo in Las Vegas. Ongeveer een jaar later op 10 juli 2000, werd Pierce dood gevonden door een bewakingsagent in zijn kamer in het hotel Bellagio. Hij had zelfmoord gepleegd door zichzelf op te hangen. Er zijn twee zelfmoordbrieven achtergelaten, echter zijn deze nooit publiekelijk vrijgegeven.

## Carrière
Filmregisseur Larry Clark ontdekte Pierce toen die aan het skateboarden was in Washington Square Park in 1995.
Pierce kreeg een rol in de film Kids als Casper (een drugsverslaafde skater en beste vriend van Telly). Voor deze rol kreeg Pierce een prijs: Independent Spirit Award. Later speelde hij nog in andere films, zoals Looking for Leonard. Deze film kwam pas na zijn dood in de bioscoop en werd een herinnering aan Pierce.